# International Society for Phylogenetic Nomenclature
L’International Society for Phylogenetic Nomenclature (que l'on peut traduire en français par: Société internationale pour la nomenclature phylogénétique, encore abrévié en ISPN) est une société savante internationale.
La société a été établie pour encourager et faciliter le développement et l'usage de la nomenclature phylogénétique. Elle organise des rencontres scientifiques périodiques.

## Historique
La société a été établie lors de la première rencontre internationale sur la nomenclature phylogénétique, qui s'est tenue au Muséum national d'histoire naturelle, à Paris, du 6 au 9 juillet 2004.
Lors du second meeting en 2006, des règles concernant le choix des noms de clades de haut niveau furent discutées, avec des règles pour clarifier l'utilisation des noms binomiaux d'espèce dans le contexte de la nomenclature phylogénétique et d'augmenter le contenu en information de ces noms (en ce qui concerne la monophylie ou la paraphylie du nom de genre, considéré comme un prénom, dans le contexte du PhyloCode). Il a également été décidé d'augmenter la taille du comité (encore appelé CPN ou Committee on Phylogenetic Nomenclature) de neuf à douze membres.
La troisième rencontre s'est tenue à l'université Dalhousie à Halifax, du 20 au 22 juillet 2008. Les éditeurs présentèrent un rapport du progrès, et une démonstration en ligne de la base de données RegNum a été conduite. Ces deux aspects étaient importants pour les membres de la société du fait qu'ils étaient nécessaires pour implémenter le PhyloCode. D'autres discussions se focalisèrent sur les problèmes des hybrides en nomenclature taxonomique classique et en phylogénétique, de la phyloinformatique, et de l'enseignement de la nomenclature phylogénétique.

### Présidents
- Jacques Gauthier (paléontologue) (2007-2008)
- Michel Laurin (paléontologue) (2008-2009)
- Harold N. Bryant (2009-2010)

...
- Sina M. Adl (2018-2019)
- Thomas J. Near (2019-2020)
- Pam Soltis (2020-2021)

## PhyloCode
Le PhyloCode est associée à la Société internationale pour la nomenclature phylogénétique.
Le Code international de nomenclature phylogénétique, connu sous le nom plus court de PhyloCode, est un projet de développement d'un ensemble de règles formelles régissant la nomenclature phylogénétique. Sa version actuelle est spécialement conçue pour réguler la dénomination des clades, laissant la gouvernance des noms d'espèces à des codes basés sur le rang (CIN, CINZ, Nomenclature bactérienne).